# ستيفن ديليسل
ستيفن ديليسل هو لاعب هوكي الجليد كندي، ولد في 30 يوليو 1990 في ليفيس في كندا.

## وصلات خارجية
- ستيفن ديليسل على موقع دوري الهوكي الوطني (الإنجليزية)
- ستيفن ديليسل على موقع EliteProspects.com (الإنجليزية)
- ستيفن ديليسل على موقع HockeyDB.com (الإنجليزية)